# Eucalyptus eugenioides
Eucalyptus eugenioides är en myrtenväxtart som beskrevs av Franz e Wilhelm Sieber och Sprengel. Eucalyptus eugenioides ingår i släktet Eucalyptus och familjen myrtenväxter. Inga underarter finns listade i Catalogue of Life.